# Макбрайд, Джон
Джон Питер Роберт Макбрайд (англ. John Peter Robert McBryde, 9 марта 1939, Мэриборо, Австралия) — австралийский хоккеист (хоккей на траве), полузащитник. Бронзовый призёр летних Олимпийских игр 1964 года.

## Биография
Джон Макбрайд родился 9 марта 1939 года в австралийском городе Мэриборо (штат Квинсленд).
В 1960 году вошёл в состав сборной Австралии по хоккею на траве на Олимпийских играх в Риме, занявшей 6-е место. Играл на позиции полузащитника, провёл 8 матчей, мячей не забивал.
В 1964 году вошёл в состав сборной Австралии по хоккею на траве на Олимпийских играх в Токио и завоевал бронзовую медаль. Играл на позиции полузащитника, провёл 8 матчей, мячей не забивал. Был капитаном команды.
По завершении игровой карьеры работал тренером. В 1979 году привёл сборную Канады по хоккею на траве к серебряным медалям Панамериканских игр в Сан-Хуане.